# Trichotophysa jucundalis
Trichotophysa jucundalis är en fjärilsart som beskrevs av Walker 1865. Trichotophysa jucundalis ingår i släktet Trichotophysa och familjen mott. Inga underarter finns listade i Catalogue of Life.